# Spring Green (condado de Sauk, Wisconsin)
Spring Green es un municipio (en inglés, town) del condado de Sauk, Wisconsin, Estados Unidos. Según el censo de 2020, tiene una población de 1828 habitantes.

## Geografía
El municipio está ubicado en las coordenadas 43°11′51″N 90°6′15″O / 43.19750, -90.10417. Según la Oficina del Censo de los Estados Unidos, tiene una superficie total de 118.8 km², de la cual 111.6 km² corresponden a tierra firme y 7.2 km² son agua.

## Demografía
Según el censo de 2020, hay 1828 personas residiendo en el municipio. La densidad de población es de 16.4 hab./km². El 94.69% de los habitantes son blancos, el 0.27% son afroamericanos, el 0.55% son amerindios, el 0.33% son asiáticos, el 1.15% son de otras razas y el 3.01% son de una mezcla de razas. Del total de la población, el 3.01% son hispanos o latinos de cualquier raza.